# پوچام (نیوهمپشایر)
پوچام (به انگلیسی: Poocham) یک منطقهٔ مسکونی در ایالات متحده آمریکا است که در شهرستان چشایر، نیوهمپشایر واقع شده‌است. پوچام ۲۰۶٫۰۵ متر بالاتر از سطح دریا واقع شده‌است.